# Tinden
Tinden est un village de pêcheurs de l'île de Tindsøya (archipel des Vesterålen) dans le comté de Nordland, en Norvège.

## Géographie
Administrativement, Tinden fait partie de la kommune d'Øksnes. C'est maintenant un lieu de villégiature.